# Racing Club de Ferrol
Maillots
Actualités

Performance en championnat du Racing Club de Ferrol 1929-présent

Le Racing Club de Ferrol est un club de football espagnol, fondé en 1919, basé à Ferrol, en Galice. 
Le club, qui joue ses matchs à domicile au Stade de A Malata, est connu pour son recrutement de nombreux français ou de joueurs formés en France, ces dernières années, les plus connus étant Anicet Adjamossi, Grégory Béranger, Anthony Vosahlo, Nabil Baha, Ludovic Delporte, Nicolas Cami, Fabien Lamatina, Yoann Bouchard, Mickaël Marsiglia, Laurent de Palmas, Johan Gallon, Pierre-Emmanuel Bourdeau, Kaba Diawara, Rudy Carlier ou encore Johann Charpenet et Philippe Burle. La plupart de ces joueurs sont venus par l'intermédiaire de l'agent de joueurs Claude Cauvy, qui a été conseiller sportif du club de 2000 à 2008.

## Historique
| \| Ferrol \| Emplacement de Ferrol, en Espagne. |
| Ferrol                                          |

- 1919 : Fondation du club par fusion de Racing Club et Club Ferrol.
- 1934 : Promotion en Segunda División (D2)
- 1939 : Finaliste de la Coupe d'Espagne.
- 1940 : Le club se classe deuxième du Groupe I de Segunda División, ce qui reste la meilleure performance de toute son histoire
- 1943 : Relégation en Tercera División (D3)
- 1944 : Promotion en Segunda División (D2)
- 1960 : Relégation en Tercera División (D3)
- 1966 : Promotion en Segunda División (D2)
- 1972 : Relégation en Tercera División (D3)
- 1977 : À la suite de la réforme des compétitions, le club évolue en Segunda División B (D3)
- 1978 : Promotion en Segunda División (D2)
- 1979 : Relégation en Segunda División B (D3)
- 1984 : Relégation en Tercera División (D4)
- 1988 : Promotion en Segunda División B (D3)
- 1990 : Relégation en Tercera División (D4)
- 1992 : Promotion en Segunda División B (D3)
- 2000 : Promotion en Segunda División (D2)
- 2003 : Relégation en Segunda División B (D3)
- 2004 : Promotion en Segunda División (D2)
- 2006 : Relégation en Segunda División B (D3)
- 2007 : Promotion en Segunda División (D2)
- 2008 : Relégation en Segunda División B (D3)
- 2010 : Relégation en Tercera División (D4)
- 2013 : Promotion en Segunda División B (D3)
- 2023 : Promotion en LaLiga Hypermotion (D2)

## Palmarès

### Tournois nationaux
- Coupe d'Espagne:
  - Finaliste : 1939.

### Tournois régionaux
- Championnat de Galice (3) : 
  - Champion : 1928/29, 1937/38 et 1938/39
  - Vice-champion : 1923/24 et 1932/33

### Tournois amicaux
- Concepción Arenal (7) : 1959, 1964, 1965, 1981, 1988, 2005, 2007
- Teresa Herrera (1) : 1967
- Emma Cuervo (6) : 1952, 1971, 1980, 2000, 2002, 2005
- Copa Diputación Provincial (4) : 1991, 1999, 2000, 2007

## Saisons
A l'issue de la saison 2016-2017
| Primera División   | 0  |
| Segunda División   | 34 |
| Segunda División B | 25 |
| Tercera División   | 26 |

## Anciens joueurs
- Gabriel Alonso
- José Caeiro
- Unai Emery
- Francisco Noguerol
- Philippe Burle
- Rudy Carlier
- Fabien Lamatina
- Nicolas Cami
- Anthony Vosahlo
- Ikechukwu Uche
- Samir Boughanem
- Idrissa Keita
- James Langtry
- Kaba Diawara